# توماس واتسون
توماس جان واتسون (به انگلیسی: Thomas John Watson، Sr)، زادهٔ ۱۷ فوریه ۱۸۷۴ - درگذشته ۱۹ ژوئن ۱۹۵۶) مدیر عامل شرکت آی‌بی‌ام بود که توانست در دوران مدیریت خود (از ۱۹۱۴ تا ۱۹۵۶)، این شرکت را به یک قدرت بین‌المللی تبدیل کند.
واتسون، با بهینه کردن سامانهٔ مدیریتی شرکت آی‌بی‌ام، آن را به یکی از موفق‌ترین شرکت‌ها در عرصهٔ فروش محصول‌ها تبدیل کرد.
او یکی از ثروتمندترین شخص‌های دوران خود محسوب می‌شد و در سال ۱۹۵۶ زمانی که در می‌گذشت، به عنوان بزرگترین فروشندهٔ دوران‌اش نامیده شد.